# Macrocneme caerulescens
Macrocneme caerulescens är en fjärilsart som beskrevs av Paul Dognin 1906. Macrocneme caerulescens ingår i släktet Macrocneme och familjen björnspinnare. Inga underarter finns listade i Catalogue of Life.